# Exposition internationale de Tsukuba de 1985
L'Exposition internationale de Tsukuba (国際科学技術博覧会, Kokusai Kagaku Gijutsu Hakurankai) est une manifestation culturelle qui s'est tenue à Tsukuba (Préfecture d'Ibaraki, Japon) entre le 17 mars et le 16 septembre 1985.

## Déroulement
Au total, cent onze pays ont participé à cet événement officiellement baptisé « Exposition internationale des sciences et de la technologie » et centré sur le thème « La maison et son environnement: science et technologie au service de l'homme chez lui ».
Sur un site d'environ cent hectares, divisé en sept quartiers désignés par une lettre de l'alphabet (de A à G), l'Exposition a rassemblé plusieurs dizaines de pavillons représentant les différentes nations et régions participantes (dont la préfecture d'Ibaraki), des organisations internationales (Nations unies, Communauté économique européenne, Organisation de coopération et de développement économiques) et des entreprises (Hitachi, Mitsubishi, Panasonic Corporation).
Plus de vingt millions de visiteurs se sont rendus sur le site durant ses six mois d'existence.
La mascotte de l'Exposition, un petit extraterrestre baptisé « Cosmo Hoshimaru », a été dessinée par Maki Takagaki.

## Galerie

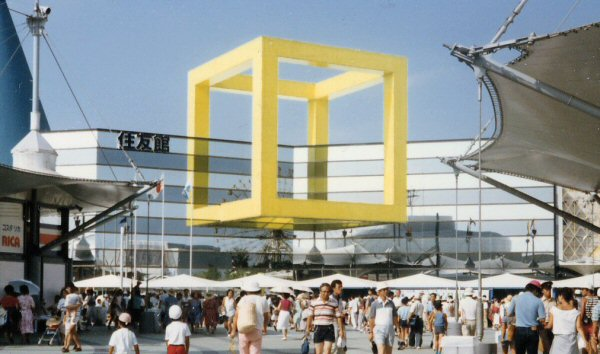
Le pavillon Sumitomo
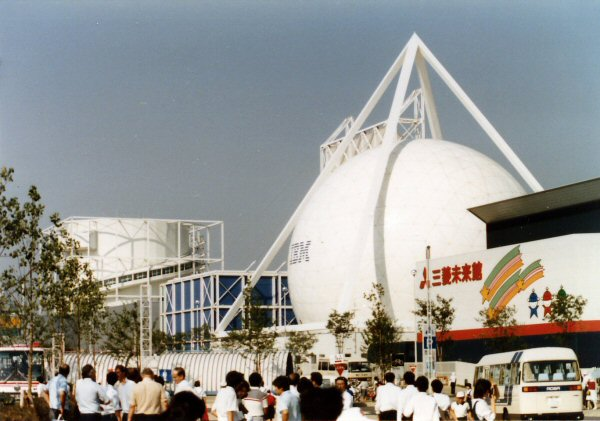
Le pavillon IBM